# .gov

Logo der Vergabestelle

.gov ist eine generische Top-Level-Domain (gTLD), deren Bezeichnung sich vom Begriff government (Regierung) ableitet. Sie wurde am 1. Januar 1985 eingeführt und gehört damit zu den ältesten Adressen überhaupt.

## Verwendung
Die Verwendung von .gov ist ausschließlich Regierungsbehörden der Vereinigten Staaten vorbehalten und wird durch die General Services Administration mit Sitz in Fairfax (Virginia) überwacht. Für den technischen Betrieb ist seit Dezember 2010 das Unternehmen VeriSign verantwortlich, das auch .com und .net betreut. Die Gebühr für eine .gov-Domain lag 2011 bei 125 US-Dollar jährlich. Die Vereinigten Staaten sind das einzige Land, das neben seiner länderspezifischen Endung .us eine zusätzliche TLD besitzt. Dies rührt daher, dass sich das Domain Name System und grundsätzlich das Internet aus dem ARPANET entwickelt hat, das ein Projekt der Bundesbehörden war.
Einzelne Organisationen greifen auf .mil statt .gov zurück.
Im Juni 2011 forderte Barack Obama als erster US-Präsident Einblick in die Datenbank der Vergabestelle. Ziel war es nach offiziellen Angaben, Erkenntnisse über sämtliche Websites der öffentlichen Verwaltung zu erhalten und die Zahl der Angebote für den Bürokratieabbau zu reduzieren.

## Sicherheit
Seit März 2009 verwendet .gov das DNSSEC-Verfahren, mit dem eine Manipulation von Domains unter der Endung erschwert werden soll. Der Start war von Problemen gezeichnet: Unter anderem war der Server nicht erreichbar, der die Zertifikate des DNS validieren sollte. Später normalisierte sich der Betrieb, jedoch waren im August 2013 diverse .gov-Domains aufgrund eines erneuten Problems überhaupt nicht erreichbar. Die Vergabestelle nannte als Grund einen Programmfehler.
Laut einer Untersuchung der Sicherheitsfirma McAfee stellt .gov die sicherste generische Top-Level-Domain dar. Grund dafür sind die strengen Vergabekriterien und die Tatsache, dass nur sehr wenige Domains vergeben wurden.